# Daniel E. Thorbecke
Daniel Emmanuel Thorbecke mais conhecido como Daniel E. Thorbecke é um realizador alemão seduzido por Cabo Verde que produziu e realizou dois filmes na Ilha do Fogo. 

## Filmografia
- In Rhythm of Time – 1999
- Terra Longe – 2003 (longa-metragem em co-produção com Portugal)